# Anthocerisporis
Anthocerisporis, fosilni rod Antocerota iz ranog pleistocena, miocena i pliocena.

## Vrste
Ima nekoliko priznatih vrsta:
1. Anthocerisporis bohemicus Krutzsch & Pacltová
2. Anthocerisporis europaeus Krutzsch & Pacltová
3. Anthocerisporis formosensis Huang,T.-C. et al.
4. Anthocerisporis gandolfoae Zamaloa
5. Anthocerisporis magnireticulatus (Sics. 1964) W.Kr.
6. Anthocerisporis reticulatus Huang,T.-C. et al.
7. Anthocerisporis taiwanensis Huang,C.L. et al.